# Alberto Alberani
Alberto Alberani Samaritani (* 22. Mai 1947 in Florenz) ist ein ehemaliger italienischer Wasserballspieler. Mit der italienischen Nationalmannschaft wurde er Olympiazweiter 1976 und Weltmeister 1978 sowie Weltmeisterschaftsdritter 1975.

## Sportliche Karriere
Der 1,92 m große Alberto Alberani gewann als Torwart von Pro Recco neun italienische Meistertitel. Trainer von Pro Recco war in seinen Anfangsjahren Mario Majoni, unter dessen Anleitung er bereits 1966 in die Nationalmannschaft berufen wurde. Insgesamt bestritt Alberani 211 Länderspiele.
Bei der Europameisterschaft 1966 war er zweiter Torwart hinter Eugenio Merello, die italienische Mannschaft belegte den vierten Platz hinter den Mannschaften aus der UdSSR, der DDR und aus Jugoslawien. Zwei Jahre später belegte die italienische Mannschaft bei den Olympischen Spielen 1968 in Mexiko-Stadt ebenfalls den vierten Platz hinter Jugoslawien, der Sowjetunion und den Ungarn. Alberani war mittlerweils bereits Stammtorhüter, Merello und er wurden beide in allen Spielen eingesetzt. Vier Jahre später bei den Olympischen Spielen 1972 in München wurden die Italiener Sechste. Zweiter Torhüter hinter Alberani war Ferdinando Lignano.
1973 fand in Belgrad die erste Weltmeisterschaft statt, bei der die italienische Mannschaft den vierten Platz hinter den Mannschaften aus Ungarn, der Sowjetunion und aus Jugoslawien erreichte. 1975 gewann Alberani seine erste internationale Medaille. Bei der Weltmeisterschaft in Cali erreichten die Italiener die Runde der letzten vier Mannschaften, mit zwei Unterschieden und einer Niederlage erkämpften sie den dritten Platz hinter der sowjetischen Mannschaft und den Ungarn. 1976 fanden die Olympischen Spiele in Montreal statt. Die Italiener gewannen ihre Vorrundengruppe und erreichten in der Hauptrunde zwei Siege sowie zwei Unentschieden und verloren gegen die Ungarn. Damit gewannen die Ungarn die Goldmedaille vor den Italienern, die gegenüber den Niederländern das bessere Torverhältnis aufwiesen. Alberani wurde durch den zweiten Torwart Umberto Panerai unterstützt.
1978 bei der Weltmeisterschaft in West-Berlin besiegten die Italiener in der Finalrunde die Mannschaften aus Jugoslawien und aus der Sowjetunion. Am letzten Spieltag trafen die Italiener auf die Ungarn und erreichten ein 4:4. Mit dem Unentschieden gewannen die Italiener die Goldmedaille vor den Ungarn. Die Olympischen Spiele 1980 in Moskau verliefen für die Weltmeister enttäuschend, denn sie belegten in der Vorrunde nur den dritten Platz hinter der Mannschaft aus der Sowjetunion und den Spaniern. In den Platzierungsspielen erreichten sie den achten Rang. Im Tor spielten Alberani und Panerai.